# Gualcince
Gualcince (ook geschreven als Gualcinse; uit het Nahuatl: "Kleine guajes" — vrucht van de witte mimosa) is een gemeente (gemeentecode 1306) in het departement Lempira in Honduras.

## Ligging
Guacince ligt op 78 km van Gracias. Vanuit La Esperanza is het te bereiken via San Juan, Santa Cruz en San Andrés.
In de gemeente liggen veel bergen, die bedekt zijn met pijnbomen. Een van de bergen heet Congolón. Er zijn verschillende waterbronnen.

## Beschrijving
Het dorp werd eerst Gualán genoemd. Wanneer het precies gesticht is, is niet duidelijk. De eerste kerk stamt uit 1576.
Op de bergen wordt veel koffie verbouwd. Verder wordt er maïs en bonen geteeld. Er wordt vee gehouden voor de plaatselijke consumptie. Groenten moeten van verder gehaald worden, met name uit Intibucá.
In het dorp is elektriciteit aanwezig. Er is een klein ziekenhuis en een gezondheidscentrum. Water wordt uit verschillende bronnen in de bergen gehaald.
Men kan er mobiele telefoon ontvangen. Op televisie wordt veel naar zenders uit El Salvador gekeken.

## Bevolking
De bevolking is als volgt verdeeld:
| Vrouwen | 5898 | 50,4% |
| Mannen  | 5799 | 49,6% |

## Dorpen
De gemeente bestaat uit twaalf dorpen (aldea), waarvan het grootste qua inwoneraantal: Gualcince (code 130601).

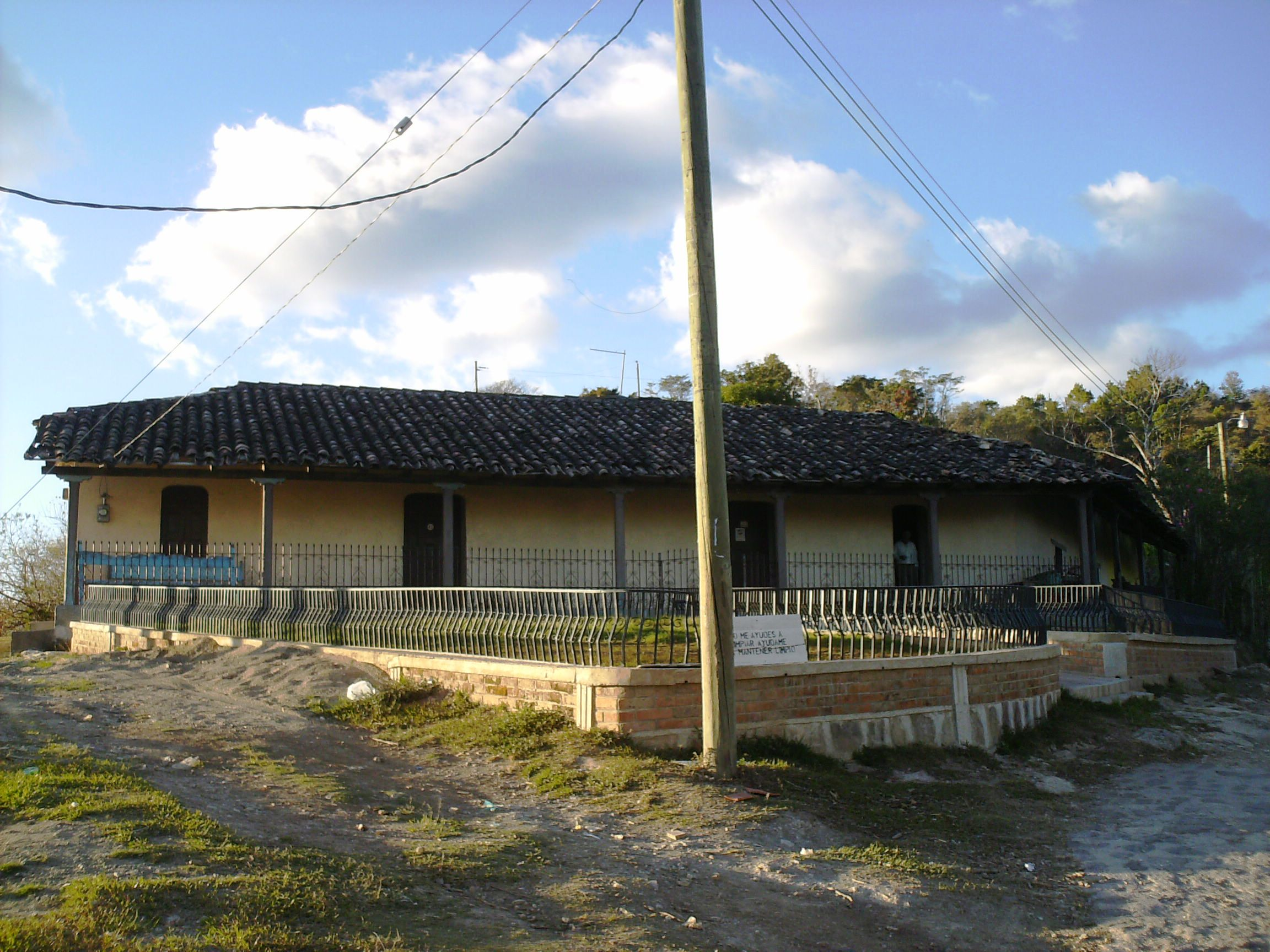
Burgemeesterskantoor van Gualcince
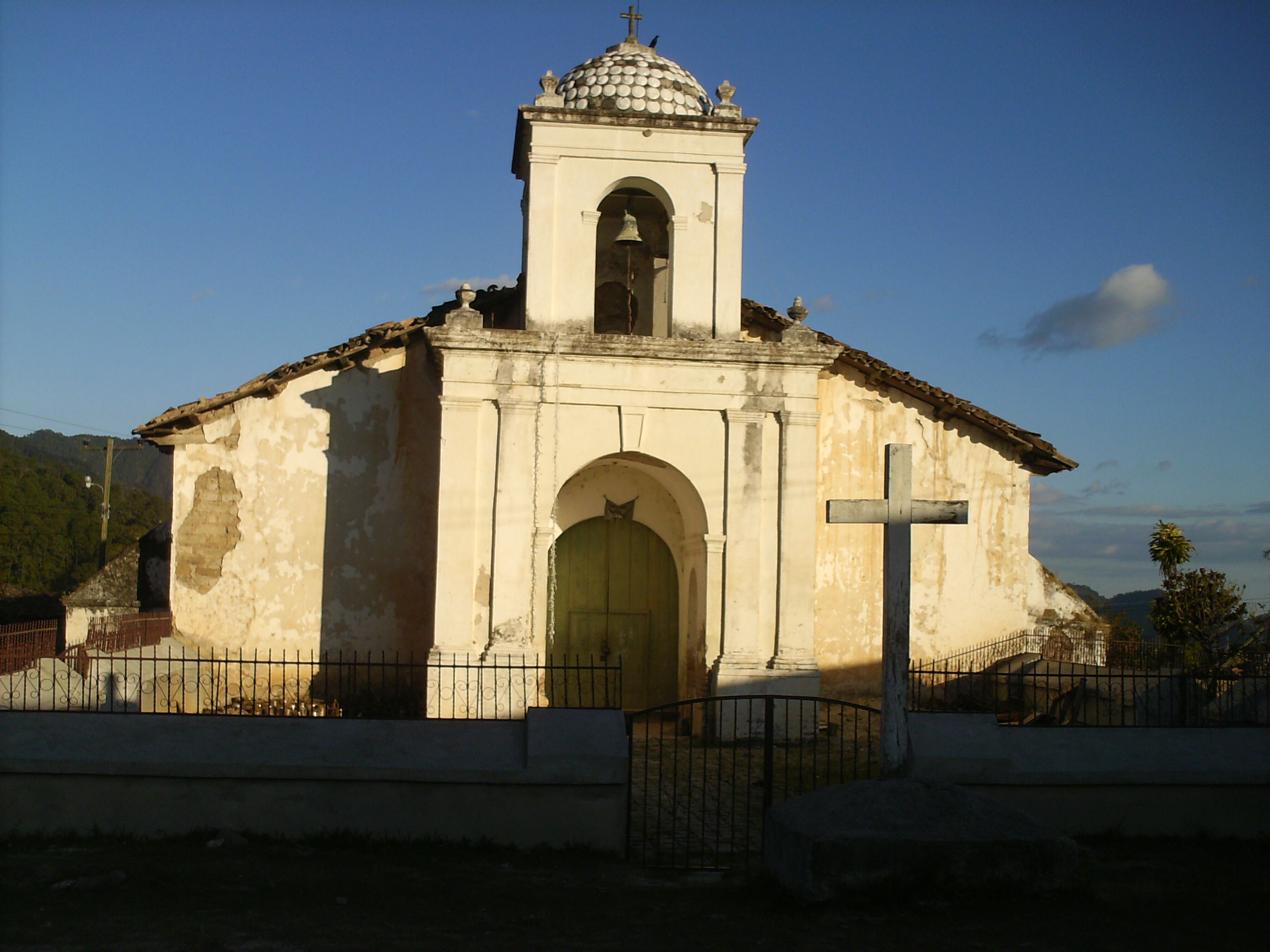
Koloniale kerk in Gualcince
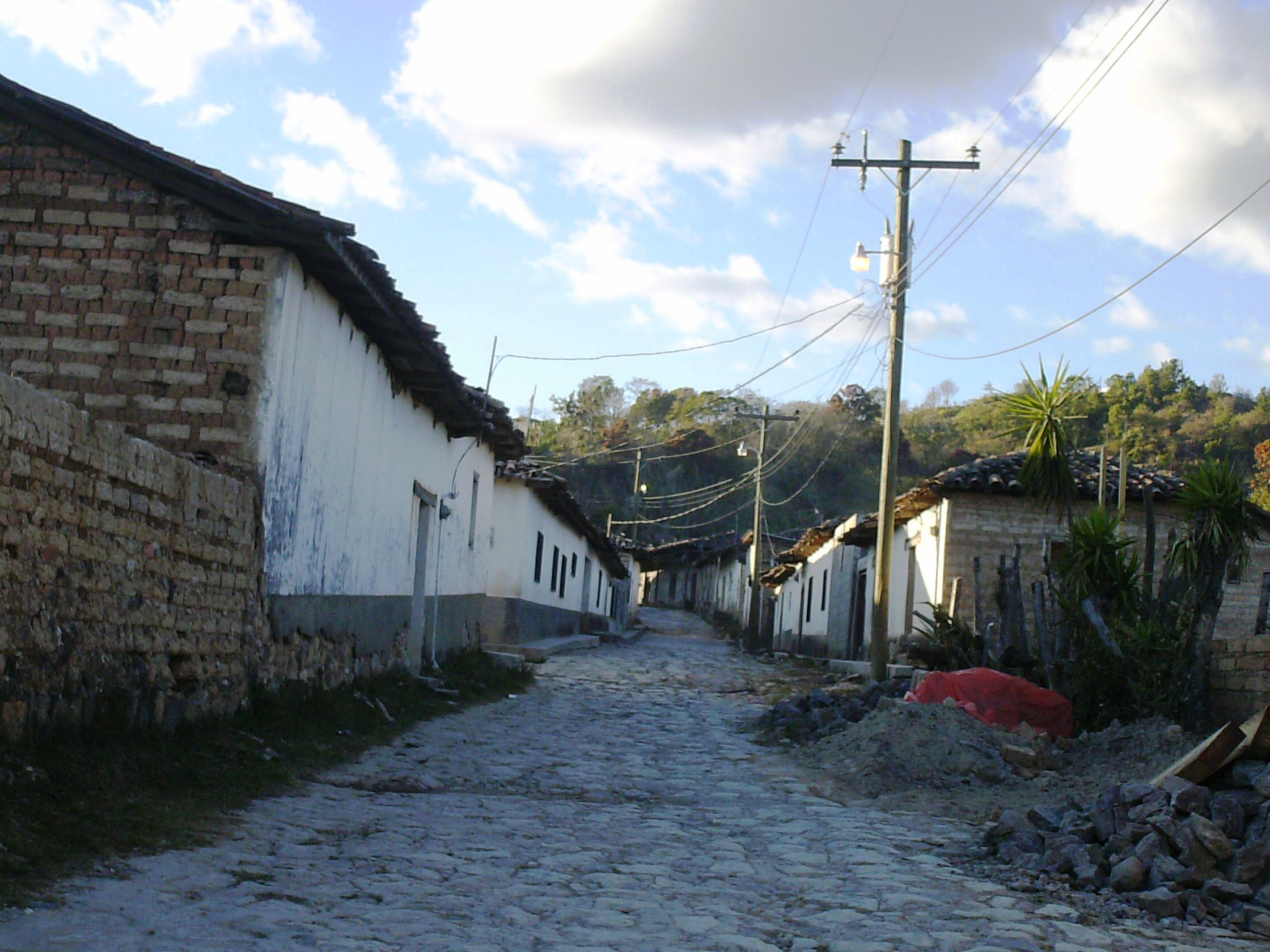
Straat in Gualcince